# Dupla dinamit
A Dupla dinamit (eredeti cím: Double Impact) 1991-ben bemutatott amerikai akciófilm, amelyet Sheldon Lettich rendezett, a főszerepet pedig a híres belga akciósztár, Jean-Claude Van Damme alakítja, aki ebben a filmjében dupla szerepet vállalt. Sok harcművész rajongó kedvence Bolo Yeung, akinek ez a második filmje Van Damme-mal, korábban a Véres játékban alakított negatív karaktert.

## Cselekmény
A hongkongi üzletember halálát sokan kívánják. Olyannyira, hogy egyik legnagyobb üzleti sikerének éjszakáján megtámadják, majd feleségét és őt is kivégzik. Csodával határos módon ikerfiai megmenekülnek, és egymástól elválasztva a világ két végén nőnek fel.
A történet 25 évvel később veszi fel a fonalat. Chad egy Los Angeles-i tanár, aki karatét tanít, Frankkel együtt. Ikertestvére Alex pedig egy hongkongi csempész és egy nőcsábász keményfiú. Frank elérkezettnek hiszi a bosszút és a jogos jutalék visszaszerzését, ami az ikreket illeti meg, ezért Chaddel Hongkongba utaznak, ahol egy bárban találkozik a két ikerpár. Először nem akarnak együttműködni, majd mindketten belemennek a dologba és felveszik a kesztyűt. Két legyet ütnek egy csapásra, mivel miközben ketten a kínai maffia üzleteit keresztezik, Alex barátnője bizonyítékokat gyűjt a főnökéről, aki szintén felelős a két szülő haláláért.
Hamarosan Franket és Aley barátnőjét elrabolja maffia, így az ikerpár megindul hogy örökre felszámolja a felelősöket és kiszabadítsa a két szövetségest. A film végén Chad és Alex megbosszulják szüleik halálát és győzedelmeskednek.

## Szereplők
| Szerep                    | Színész               | Magyar szinkron 1. (1992)            | Magyar szinkron 2. (2001) |
| ------------------------- | --------------------- | ------------------------------------ | ------------------------- |
| Chad Wagner / Alex Wagner | Jean-Claude Van Damme | Gáti Oszkár (Alex) Józsa Imre (Chad) | Selmeczi Roland           |
| Frank Avery               | Geoffrey Lewis        | Sinkó László                         | Rosta Sándor              |
| Danielle Wilde            | Alonna Shaw           | Farkas Zsuzsa                        | Zakariás Éva              |
| Moon                      | Bolo Yeung            | Várkonyi András                      | Varga Tamás               |
| Nigel Griffith            | Alan Scarfe           | Forgács Gábor                        | Csankó Zoltán             |
| Raymond Zhang             | Philip Chan           | Kárpáti Tibor                        | Szokolay Ottó             |
| Kara                      | Corrina Everson       | Tóth Enikő                           | Törtei Tünde              |
| diák                      | Julie Strain          | N/A                                  | N/A                       |
| kínai nővér               | Wu Fong Lung          | N/A                                  | N/A                       |
| Chad csecsemőként         | Alicia Stevenson      | Nem szólal meg                       | Nem szólal meg            |

## A film készítése

### Szereplőválogatás
Van Damme kettős szerepe különösen a belga akciósztárnak volt nehéz feladat: folyamatosan cserélgette szerepeit, a vagány csempésztől a bájos karate oktatóig, a sminket és kosztümöket is cserélte 5-ször 6-szor egy nap. Technikailag nagyon komplikált volt megoldani, hogy Alex és Chad ugyanabban az időben legyen a képernyőn. A küzdelmi jelenetben, ahol Van Damme önmagával harcolt, a speciális effektusok csapata, a „kettőzés” eljárást alkalmazta, ahol kétszer kell eljátszani egy jelenetet, és dublőröket kell használni.
Bolo Yeung, aki a negatív szereplő volt a Véres játékban, sok harcművész rajongó kedvence. A Véres játék forgatása közben Jean-Claude megígérte Bolónak, hogy egy napon csinálni fognak egy nagy filmet együtt. Az ígéret beteljesült, hiszen Bolo Moon szerepét játssza ebben a filmben.
A filmbéli Raymond Zhang szerepét eljátszó Philip Channel szintén másodszor dolgozott együtt Jean-Claude. Először vele is a Véres Játék című filmben dolgozott együtt, ahol Philip Chan a rendőrkapitány szerepét játszotta. Szintén második alkalommal szerepelt együtt a belga akciósztár Kamel Krifa-val. Először a Börtöncsapda című filmben dolgoztak együtt, ahol Kamel Krifa egy fegyencet alakított, aki áldozatai nevét a fejére tetováltatta. Ebben a filmben Alex bárjának pultosát alakítja. A filmbeli ikrek apjának, "Paul Wagner" karakterének alakítója Andy Armstrong, aki a világhírű akciókoordinátor, Vic Armstrong testvére, aki szintén dolgozott a filmen.

### Forgatókönyv
Ez volt a harmadik alkalom, hogy Jean-Claude Sheldon Lettichcsel dolgozott együtt. Először Jean-Claude Véres játék, majd Oroszlánszív című filmjén dolgoztak együtt, amellyel egyébként rendezőként debütált Sheldon Lettich. Sheldon Lettichnek a Dupla Dinamit volt a második rendezése. Itt már együtt szállították a filmhez a sztorit, és együtt is írták a film forgatókönyvét. Van Damme ezzel a filmmel másodszor mutatkozott be forgatókönyvíróként, itt mutatkozott be producerként, és a film harci jeleneteinek koreográfusa is ő volt.

### Forgatás
A film forgatása Los Angelesben és Hongkongban volt. A film nagyobb részét Hongkongban forgatták. Hongkong hosszú hagyománya, hogy a küzdelmi jelenetekben valódiak az érintkezések. Az ottani forgatás azt az előnyt nyújtotta nekik, hogy képesek voltak megmutatni az ütéseket és rúgásokat lassított felvételben. Ugyanezt a módszert használták a Véres játékban is. A nagy költségvetés szintén előny volt, hiszen képesek voltak két új Mercedes Benz túraautót a hongkongi kikötőbe dobni.
A darun játszódó küzdelem, Alex és Raymond Zhang között, a stáb számára ijesztő volt ott forgatni, mivel ez az egyik legnagyobb daru a világon. Senki nem akart felmászni rá, még Jean-Claude kaszkadőr-dublőre, Mark Stefanich sem akarta megcsinálni, szokatlan problémája volt a megmászási magassággal. Amikor megkérték, hogy másszon fel, ő ezt válaszolta: „kirúghatsz engem ma, de én mondom neked, hogy nem csinálom meg, én nem megyek fel oda, ez túl magas.” Végül Jean-Claude volt, aki megtette az első lépést, megmutatva, hogy „nem kell mást tenned, csak becsukni a szemeidet és mászni”.
A végső küzdelem egy nagy konténertelepen játszódik, nagy emelővillás targoncákkal. Veszélyes volt forgatni azt a jelenetet, ahol Griffith megpróbálja összepréselni Chad-et, mert a konténer, amit használtak, nem egy kellék volt, hanem valójában egy igazi konténer.

## Filmzene
Az összes szám szerzője Arthur Kempel.
| Számlista | Számlista                        | Számlista | Számlista | Számlista | Számlista | Számlista | Számlista | Számlista | Számlista |
| #         | Cím                              | Hossz     |           |           |           |           |           |           |           |
| --------- | -------------------------------- | --------- | --------- | --------- | --------- | --------- | --------- | --------- | --------- |
| 1.        | Overture (written by Paul Dable) | 01:16     |           |           |           |           |           |           |           |
| 2.        | Dead Ringers                     | 01:24     |           |           |           |           |           |           |           |
| 3.        | The Brother's Revenge            | 03:38     |           |           |           |           |           |           |           |
| 4.        | I Miss You                       | 00:55     |           |           |           |           |           |           |           |
| 5.        | Battle at Sea                    | 05:47     |           |           |           |           |           |           |           |
| 6.        | Causeway Bay                     | 07:19     |           |           |           |           |           |           |           |
| 7.        | The Other Side of the World      | 01:15     |           |           |           |           |           |           |           |
| 8.        | Hong Kong Pursuit                | 04:14     |           |           |           |           |           |           |           |
| 9.        | Zang's Offer                     | 06:45     |           |           |           |           |           |           |           |
| 10.       | The Brother's Reunion            | 02:23     |           |           |           |           |           |           |           |
| 11.       | End Title                        | 02:50     |           |           |           |           |           |           |           |
| 12.       | Feel the Impact                  | 03:02     |           |           |           |           |           |           |           |
| 40:32     |                                  |           |           |           |           |           |           |           |           |

## Fogadtatás
A filmet vegyesen fogadták a kritikusok, a legtöbben esztelen akciófilmnek tartották és reklámfogásnak, hogy egyszerre két Van Damme-ot szerepeltetnek. Más pozitív kritikákban méltatják Van Damme-ot az ikerpár kiemelkedő alakításáért.
A film 17 millió dolláros költségvetésével, ez lett Van Damme első nagy költségvetésű filmje, és az addigi legnagyobb sikere is, állítólag 70 000 dollárt kapott a szerepéért. A filmet 1747 amerikai moziban mutatták be, ahol 29 090 445 dollár bevételt hozott. Valamint világszerte összesen 80 millió dollár bevételt hozott. A Columbia Pictures több, mint 1700 moziban bemutatta a filmet Amerikában, és az 1992-es év egyik legsikeresebb produkciója lett.
Amikor a BBFC elfogadta 1992-ben, akkor 105 perc 9 másodperc volt a film hossza, vágás nélkül. Az amerikai verzió 107 perces, 2 perccel hosszabb, mint az angol verzió, amely csak 105 perces.
Szintén 1992-ben Jean-Claude-ot jelölték az MTV Movie Award gálán a legkívánatosabb férfi kategóriában a filmben nyújtott alakításáért